# Glenoleon pingrupensis
Glenoleon pingrupensis är en insektsart som beskrevs av Tim R. New 1985. Glenoleon pingrupensis ingår i släktet Glenoleon och familjen myrlejonsländor. Inga underarter finns listade i Catalogue of Life.